# Strynø Kalv
 Der er for få eller ingen kildehenvisninger i denne artikel, hvilket er et problem. Du kan hjælpe ved at angive troværdige kilder til de påstande, som fremføres i artiklen.

Strynø Kalv er en privatejet ø i Det Sydfynske Øhav vest for Strynø. Øens areal er omtrent 45 ha og højeste punkt er 3 m over havet. En del af øen er fredet for at bevare klokkefrøer der. Øen kan besøges i egen båd eller med hjælp fra Øhavets Smakkecenter på Strynø. En cementmole som indtil midt i 1960'erne blev brugt til udskibning af landbrugsvarer fra øens landbrugsejendomme er eneste anløbsbro. Fra 1969 blev de tre gårde kun anvendt som fritidshuse og markerne udlagt til fårehold. 
Den første gård blev bygget 1480, der i 1600-tallet blev afløst tre gårde. Det bebyggede miljø på Strynø Kalv udgør en samlet helhed, bestående af den inddigede ø med den samlede bebyggelse placeret inde midt på øen.  Digerne blev forhøjede efter stormfloden i 1872. I nutiden er der anlagt en lille bro på øens østside. 
I 1813 sejlede skolelæreren fra Strynø hver torsdag til øen, hvis vejret tillod det for at undervise børnene. Beboerne sørgede for ophold og befordring til og fra øen. 1917 begyndte den daglige levering af mælk fra Strynø Kalv til Strynø Andelsmejeri, og dermed er skolebørnene på Strynø Kalv meget sandsynligt begyndt at gå i skole på Strynø hver anden dag som skolebørnene på Strynø.[kilde mangler]
Skønt indbyggerne på Strynø er væsentlig flere end dem på Strynø Kalv, lykkedes det at etablere en elgenerator før indbyggerne på Strynø. Dermed kunne Strynøs øboere for en tid skue over på den mindre kalv og med misundelse se de elektriske lys i vinduerne
I 1921 boede der 26 mennesker på øen. 1950 var der 15 og i 1968 var der kun to ældre mænd tilbage.